# Безимени (филм)
Безимени (енгл. Unknown) је амерички акциони трилер филм из 2011. године у режији Жаумеа Колета Сера. Сценарио потписују Оливер Бучер и Стивен Корнвел на основу романа Out of My Head француског аутора Дидије Ван Ковалерта, док су продуценти филма Џоел Силвер, Леонард Голдберг и Ендру Рона.  Музику су компоновали Џон Отман и Александер Рад.
Насловну улогу тумачи Лијам Нисон као др Мартин Харис, док су у осталим улогама Дијана Кригер, Џанјуари Џоунс, Ејдан Квин, Себастијан Кох и Френк Ланџела. Светска премијера филма је била одржана 18. фебруара 2011. у Сједињеним Америчким Државама. Филм такође представља прву сарадњу између Лијама Нисона и Жаумеа Колета Сера.
Буџет филма је износио између 30 и 40 000 000 долара, а зарада од филма је 136 100 000 долара.

## Радња
Мартин Харис (Лијам Нисон) и његова супруга Лиз (Џанјуари Џоунс) допутују у Берлин на биотехнолошки самит. У њиховом хотелу Харис схвати да је оставио своју актовку на аеродрому и упути се таксијем по њу. На путу ка аеродрому он доживи саобраћајну несрећу, а такси падне у Шпреју, услед чега се он онесвести. Возачица таксија га спасе, али побегне са лица места. Харис се освести у болници након што је четири дана био у коми.
Кад се Харис врати у хотел, он спази Лиз са другим мушкарцем (Ејдан Квин). Лиз тврди да је тај мушкарац њен муж и да не познаје Хариса. Позвана је полиција, а Харис покушава да докаже свој идентитет назвавши колегу по имену Родни Кол, али без успеха. Он испише свој дневни ред за следећи дан из сећања. Када посети канцеларију професора Леа Бреслера, са којим има заказан сусрет, "др Харис" је већ тамо. Док Харис покушава да докаже свој идентитет, "Харис" покаже своју легитимацију и породичну фотографију, на којима је обема његово лице. Савладан кризом идентитета, Харис изгуби свест и пробуди се натраг у болници. Терориста по имену Смит убије медицинску сестру која се старала о Харису, али Харис успева да му побегне.
Харис потражи помоћ од приватног детектива и бившег агента Штазија, Ернста Јиргена. Харисови једини трагови су очева књига о ботаници и таксисткиња Џина (Дијана Кригер), илегална босанска имигранткиња, која од несреће ради у кафићу. Док је Харис убеђује да му помогне, Јирген истражује Хариса и биотехнолошки самит, ком приликом открије да ће самиту присуствовати саудијски принц Шада. Принц финансира тајни пројекат под вођством Бреслера и преживео је бројне покушаје атентата. Јирген сумња да је крађа идентитета можда повезана с тим.
Хариса и Џину у њеном стану нападну Смит и још један терориста, Џоунс (Стипе Ерцег); они побегну након што Џина убије Смита. Харис открије да је Лиз записала серију бројева у његовој књизи, бројева који кореспондирају са речима које се налазе на одређеним страницама. Користећи се својим дневним редом, Харис се конфронтира са Лиз насамо; она му саопшти да је оставио своју актовку на аеродрому. У међувремену Јирген прими Кола у својој канцеларији и открије своја сазнања о тајној терористичкој групи познатој као Секција 15. Јирген убрзо закључи да је Кол бивши плаћеник и припадник те групе. Знајући да је Кол ту да га саслуша и убије, а немајући куд да побегне, Јирген изврши самоубиство цијанидом, који је потајно самом себи сипао у кафу, да би заштитио Хариса.
Након што Харис узме своју актовку, он и Џина се растану. Видевши како Кол и Џоунс киднапују Хариса, Џина украде такси и упути се за њима. Кад се Харис освести, Кол објасни да је "Мартин Харис" само кринка коју је створио сам Харис. Услед повреде главе коју је задобио приликом саобраћајне несреће, он је уобразио да је кринка стварна; када је Лиз обавестила Кола о повреди, "Харис" је активиран као његова замена. Џина прегази Џоунса пре него што је овај у стању да убије Хариса, а потом се таксијем зарије у Колов комби, убивши и њега. Након што Харис пронађе скривени одељак у својој актовци са два канадска пасоша, он се сети да су он и Лиз били у Берлину три месеца раније да подметну бомбу у апартман принца Шаде.
Сада свестан своје улоге у планираном атентату, Харис жели да се искупи тако што ће га осујетити. Хотелско обезбеђење моментално ухапси Хариса и Џину, али Харис докаже своју ранију посету хотелу. Након што убеди обезбеђење у присуство бомбе, они евакуишу хотел.
Харис схвати да мета Секције 15 није принц Шада, већ Бреслер, који је развио генетски модификовану сорту кукуруза, способну да опстане у суровим климатским условима. Лиз приступи Бреслеровом лаптопу и украде податке. Уз Бреслерову смрт и крађу његових истраживања, милијарде долара пале би у погрешне руке. Видевши да је покушај атентата осујећен, Лиз покуша да деактивира бомбу, али без успеха, те погине када она експлодира. Харис убије "Хариса", последњег преосталог терористу Секције 15, након што овај покуша да убије Бреслера. Док Бреслер најављује да свој пројекат даје свету бесплатно, Харис и Џина - са новим идентитетима - одлазе заједно возом.

## Улоге
| Глумац         | Улога                |
| -------------- | -------------------- |
| Лијам Нисон    | Мартин Харис         |
| Дијана Кригер  | Џина                 |
| Џанјуари Џоунс | Елизабет "Лиз" Харис |
| Ејдан Квин     | други Мартин Харис   |
| Френк Ланџела  | Родни Кол            |
| Бруно Ганц     | Ернст Јирген         |
| Себастијан Кох | професор Лео Бреслер |
| Мидо Хамада    | принц Шада           |